# Fuchū
Pour les articles homonymes, voir Fuchu (homonymie).
Fuchū (府中市, Fuchū-shi) est une ville de la métropole de Tokyo, au Japon.

## Géographie

### Situation
La ville est située à 20 km à l'ouest du centre de Tokyo. Elle s'étend sur la rive gauche du fleuve Tama, en face des monts Tama. Le fleuve Tama s'écoule au sud de la ville d'ouest en est. La falaise de Kokubunji s'étend au nord (10–15 m de hauteur) ; la falaise de Fuchū traverse la ville d'ouest en est (10–20 m de hauteur). Le mont Sengen-yama avec une altitude de 79 m est au nord-est de la ville qu'il surplombe d'une trentaine de mètres. La plupart de la région est plate.

### Municipalités limitrophes
| Kunitachi | Kokubunji | Koganei |
| Hino      | Fuchū     | Chōfu   |
| Tama      | Inagi     | Chōfu   |

### Démographie
Au 1er mars 2025, la population était estimée à 260 205 habitants, répartis une superficie de 29,43 km2.

## Histoire
Le gouvernement de la province de Musashi s'est établi à Fuchū lors de la réforme de Taika, et la ville a prospéré en tant que centre économique, politique et culturel. Le bureau du district de Kita Tama se situe à Fuchū depuis le début de l'ère Meiji.
- Avec la réforme de Taika en 645, le gouvernement de la province de Musashi s'établit à Fuchū.
- 1602 : le péage de Fuchū est établi sur la route Kōshū-dochu.
- 1868 : la préfecture de Nirayama est créée et le sud-ouest de la région y est inclus. Le reste est placé sous l'autorité du gouverneur de la préfecture de Musashi.
- 1869 : la préfecture de Shinagawa est créée et, excepté la partie sud-ouest, la ville rejoint cette préfecture.
- 1871 : abolition du système han, établissement du système préfectoral. Plusieurs parties de la ville sont transférées à la préfecture de Kanagawa petit à petit au cours de l'année suivante.
- 1878 : le district de Tama de la préfecture de Kanagawa est divisé en trois districts : Tama Nord, Tama Sud, Tama Ouest et un district dans la préfecture de Tōkyō : Tama Est.
- 1880 : quatre villes et un village de la région fusionnent et forment Fuchū-eki.
- 1889 : huit villages de l'est fusionnent pour devenir le village de Tama, et trois villages de l'ouest deviennent le village de Nishifu. Fuchū-eki se réorganise en ville en gardant son nom.
- 1893 : les trois districts de Tama rejoignent la préfecture de Tōkyō. Fuchū-eki devient la ville de Fuchū.
- 1910 : la ligne ferroviaire de Tōkyō (devenu plus tard la ligne Shimogawara de la JNR) est ouverte.
- 1913 : arrivée du service téléphonique.
- 1916 : le tram de Keiō (faisant partie de la ligne Keiō) est ouverte.
- 1922 : la ligne de Tama (à présent ligne Seibu Tamagawa) est ouverte.
- 1925 : la ligne Gyokunan (à présent une partie de la ligne Keiō) est ouverte.
- 1929 : la ligne Nanbu (à présent ligne Nambu de la JR East) est ouverte.
- 1943 : la préfecture de Tōkyō fusionne avec la ville de Tōkyō pour former le Tōkyō-to.
- 1954 : le 1er avril, la ville de Fuchū, les villages de Tama et de Nishifu fusionnent et deviennent une municipalité du Japon.
- 1956 : la nouvelle autoroute de Kōshū est ouverte entre Higashi Fuchū et Honshuku.
- 1961 : la nouvelle autoroute de Kōshū est ouverte entre Higashi Fuchū et Chofu.
- 1968 : l'incident à 300 millions de yens arrive à Harumicho. Ce fut le plus important vol de l'histoire du Japon.
- 1973 : la ligne Musashino est ouverte. La ligne Shimogawara est fermée.

## Industrie
Aujourd'hui, l'économie de la région dépend principalement des services, avec des magasins de détail et des grandes surfaces près des gares, ainsi que le circuit de Tōkyō et les courses de hors-bord de Tama-gawa. Près de 84 000 personnes travaillaient dans ces branches en 2000.
L'industrie compte 26 000 ouvriers, avec des usines majeures telles que NEC Corporation, Toshiba, et la brasserie Musashino de Suntory.
Jusqu'après la Seconde Guerre mondiale, l'agriculture était la principale industrie, cultivant le riz en labourant les rizières et élevant des vers à soie pour la sériciculture. Cependant en 2000, le nombre de travailleurs agricoles s'élevait à seulement 865 personnes, et en 2002, seulement 6,9 % des terres étaient cultivées, dont 25,7 % de rizières. Les fermes représentaient seulement 0,4 % des constructions.
La ville abrite également la prison de Fuchū, une des plus grandes prisons du Japon ainsi qu'une base importante de la force d'auto-défense aérienne.

## Éducation
- Université des études étrangères de Tokyo
- Université d'agriculture et de technologie de Tōkyō

## Culture locale et  patrimoine
- Ōkunitama-jinja
- Kyodo no mori

## Sports
- Suntory Sungoliath, une équipe de rugby basée à Fuchū
- Toshiba Brave Lupus, une autre équipe de rugby basée à Fuchū

## Transports

### Train
La ville est desservie par les lignes Keiō et Keibajō de la compagnie Keiō, les lignes Nambu et Musashino de la JR East et la ligne Tamagawa de la compagnie Seibu. Les principales gares sont celles de Fuchū, Higashi-Fuchū, Fuchū-Hommachi et Bubaigawara.

### Bus
La plupart des lignes de bus partent de la gare centrale de Fuchū ou des gares de Tama-reien, Higashi-Fuchū, Bubaigawara, Nakagawara, Tama, Koremasa, ou Seisekisakuragaoka.

### Routes
L'autoroute Chūō et la route 20 (Japon) sont parallèles à la ligne ferroviaire Keiō, et vont de l'est à l'ouest. Elles relient Fuchū et le centre de Tokyo.

## Jumelage
Fuchū est jumelée avec :
- Hernals (Autriche)
- Sakuho (Japon)

## Honneur
L'astéroïde (41481) Musashifuchu est nommé en son honneur.